# ماهی پارو دم‌سیاه
ماهی پارو دم‌سیاه (نام علمی: Caranx heberi) نام یک گونه از سرده شاه‌گیش است.